# مانويل دوارتي
مانويل دوارتي (بالبرتغالية: Manuel Duarte‏) (29 مايو 1945 البرتغال - 2 سبتمبر 2022) هو لاعب كرة قدم برتغالي يلعب كمهاجم، شارك في كأس العالم لكرة القدم 1966.

## روابط خارجية
- مانويل دوارتي على موقع قاعدة بيانات كرة القدم.إي يو (الإنجليزية)
- مانويل دوارتي على موقع ناشيونال فوتبول تيمز (الإنجليزية)
- مانويل دوارتي على موقع عالم كرة القدم.نت (الإنجليزية)